# Yijun
Der Kreis Yijun (宜君县,  Yíjūn Xiàn) ist ein Kreis der bezirksfreien Stadt Tongchuan im Zentrum der chinesischen Provinz Shaanxi. Er hat eine Fläche von 1.512 Quadratkilometern und zählt 71.714 Einwohner (Stand: Zensus 2020). Sein Hauptort ist die Großgemeinde Chengguan (城关镇).
Im Kreisgebiet befinden sich der Höhlentempel in den Grotten von Yijun aus der Zeit der Südlichen und Nördlichen Dynastien bis zur Tang-Dynastie, der auf der Liste der Denkmäler der Volksrepublik China steht.

## Administrative Gliederung
Auf Gemeindeebene setzt sich der Kreis aus fünf Großgemeinden und fünf Gemeinden zusammen. 